# Pugneys Country Park
Pugneys Country Park är ett naturreservat i Storbritannien.   Det ligger i distriktet Wakefield i grevskapet West Yorkshire i riksdelen England, i den centrala delen av landet, 260 km norr om huvudstaden London.